# RWE
RWE este o companie germană de utilități, având sediul la Essen. Compania are peste 20 milioane de clienți pentru electricitate, iar pentru gaz, 10 milioane de clienți.
RWE este a patra companie electrică din Europa.